# Łąka Prudnicka
Łąka Prudnicka est une localité polonaise de la voïvodie d'Opole et du powiat de Prudnik, proche de la frontière tchèque. 

## Histoire
De 1743 à 1945, Gräflich Wiese fait partie de l'arrondissement de Neustadt-en-Haute-Silésie dans la district d'Oppeln au sein de la province de Silésie.